# 律陀羅跋摩四世
律陀羅跋摩四世（？—1145年，梵文名，Rudravarman IV），占婆（占城）12世紀中期国王。
祖先出自波罗摩菩提萨埵，越南李朝衰落后，占婆的大敌变成了真腊。1145年，真腊国王苏利耶跋摩二世讨伐占城，攻占了佛逝城（毗阇耶），摧毁了美山寺庙。国王闍耶因陀羅跋摩三世不知所踪。律陀羅跋摩四世继位为第十二王朝国王。为逃避真腊人，南迁宾童龙。死后其子闍耶訶梨跋摩一世继位。